# گنو لیبره‌جی‌اس
گنو لیبره‌جی‌اس یا به سادگی لیبره‌جی‌اس، یک افزونه نرم‌افزار آزاد مرورگر وب برای مرورگرهای برپایه موزیلا فایرفاکس است که توسط پروژه گنو توسعه می‌یابد.

## هدف
هدف آن جلوگیری از برنامه‌های جاوا اسکریپت کوچک، اما با اهمیت، و اجازه اجرا به جاوااسکریپت‌های آزاد در مرورگر کاربران است. این افزونه ساخته شد تا «حفره جاوا اسکریپت» نامبرده و توضیح‌داده شده توسط ریچارد استالمن را مرتفع سازد. موقعیتی که بسیاری کاربران، نادانسته نرم‌افزار غیرآزاد را در مرورگر وبشان اجرا می‌کنند.

## توضیح
گنو لیبره‌جی‌اس، این هدف را دارد که برنامه‌های جاوااسکریپت غیرآزاد را که توسط بسیاری وبگاه‌ها ارائه می‌شوند ببندد. این برنامه به عنوان بخشی از پروژه گنو توسط Ruben Rodriguez و Nik Nyby توسعه داده می‌شود و به صورت پیش‌فرض در مرورگر گنو آیس‌کت قرار داد. این افزونه همچنین می‌تواند با تور کار کند.
این افزونه همچنین اجازه ایجاد فهرست سفید سایت‌ها و همچنین یک سیستم تشخصی ایمیل برای کاربرانی دارد که می‌خواهند با مدیر سایت برای متقاعد کردن آنان برای هماهنگ‌سازی کُدشان با لیبره‌جی‌اس تماس بگیرند دارد. با توجه به بنیاد نرم‌افزار آزاد، بسیاری وبگاه‌ها هنگام استفاده از این افزونه، به خاطر گیر افتادن کُد جاوااسکریپت غیرآزاد آن‌ها بر روی وب گسسته شدند. با وجود این، برنامه‌نویس و فعال، ریچارد استالمن، استفاده از گنو لیبره‌جی‌اس را پشتیبانی می‌کند.